# Schoot (zeilen)
De schoot is een lijn, waarmee op zeilschepen de stand van een zeil ten opzichte van het schip kan worden geregeld. De schoot op een langsgetuigde zeilboot naar het grootzeil heet de grootschoot, de twee schoten naar de fok heten fokkenschoot. Er is voor het grootzeil één schoot nodig, voor de fok is voor beide boorden een schoot nodig.
Door de schoot te vieren kan het zeil verder uitstaan, door de schoot in te halen staat het zeil meer in de lengterichting van de boot. De schoot is aan een kant in de schoothoek aan de giek of aan het zeil bevestigd. Er zijn alleen voor de fokkenschoot meestal geen blokken of katrollen nodig, voor het grootzeil wel altijd. Twee blokken, een bevestigd aan de giek en de andere in de romp, fungeren als een takel. Dat is nodig vanwege de kracht die de wind op het zeil uitoefent. De stand van het zeil kan met het losse eind van de schoot, dat behalve de fokkenschoot dus steeds van het blok in de romp komt, worden bepaald.
De schoten op zeilboten, waarmee op meren wordt gevaren, worden meestal met de hand vastgehouden of in een schootklem vastgezet. De bediening van de schoten gaat bij grotere langsgetuigde zeilschepen, waarmee op zee wordt gevaren, meestal niet meer met de hand, maar wordt er van een lier gebruik gemaakt.
Op een dwarsgetuigd schip bedient de schoot de onderste hoek van het zeil, rechtstreeks naar het dek of via de onderliggende ra. De stand van een ra wordt geregeld door brassen aan de beide einden. De schoten en andere lijnen worden dan vaak op een nagelbank vastgezet.